# 寿司ブリトー
寿司ブリトー（英語:sushi burrito）は日本料理とメキシコ料理を組み合わせた多国籍料理。典型的には、魚介類や野菜といった寿司の材料を巻き、ブリートのように巻いて提供される。アメリカ合衆国で生まれた料理で、日本とメキシコのいずれにおいても伝統食品とはみなされていない。 

## バリエーション
寿司ブリトーにはブリートのようなテクス・メクス料理の材料を含むもの や、単に寿司の材料を用いたものがある。アメリカの雑誌「GQ」は後者を「大きい巻き寿司」と評した。 寿司ブリトーは通常生か揚げられた魚が、トルティーヤの代わりに海苔と酢飯に包まれて提供される。 海苔がソイペーパーで代用されることもある。

## 歴史
寿司ブリトーは、2008年にサンフランシスコのカジュアルレストラン「Sushirrito」のピーター・イェンによって考案された。 以来、寿司ブリトーは人気を博し、アメリカ合衆国内の様々な寿司屋、ブリートレストランで提供されることとなった。

## 評価
寿司ブリトーは、その考案以来アメリカ合衆国内で広く人気を得ている。寿司ブリトーの人気は、お持ち帰り料理としての寿司・ブリート両方の人気に支えられた他、食道楽のようなアメリカの「Foodie」文化にも影響を受けた。ロサンゼルス・タイムスのジョッシュ・シーラーは寿司ブリトーについて、食べづらく伝統文化も毀損する「生魚に対する最悪の犯罪」と述べる 等、否定的には評価するものの、ロサンゼルスにおける流行の事実を記している。